# Collierville
Collierville és un poble dels Estats Units a l'estat de Tennessee. Segons el cens del 2010 tenia 43.965 habitants.

## Demografia
Segons el cens del 2000, Collierville tenia 31.872 habitants, 10.368 habitatges, i 8.937 famílies. La densitat de població era de 501,3 habitants/km².
Dels 10.368 habitatges en un 52,4% hi vivien nens de menys de 18 anys, en un 76,1% hi vivien parelles casades, en un 8% dones solteres, i en un 13,8% no eren unitats familiars. En l'11,8% dels habitatges hi vivien persones soles el 3,4% de les quals corresponia a persones de 65 anys o més que vivien soles. El nombre mitjà de persones vivint en cada habitatge era de 3,06 i el nombre mitjà de persones que vivien en cada família era de 3,34.
Per edats la població es repartia de la següent manera: un 33,4% tenia menys de 18 anys, un 5,8% entre 18 i 24, un 32,4% entre 25 i 44, un 22,3% de 45 a 60 i un 6% 65 anys o més.
L'edat mediana era de 35 anys. Per cada 100 dones de 18 o més anys hi havia 92,9 homes.
La renda mediana per habitatge era de 80.575 $ i la renda mediana per família de 84.830 $. Els homes tenien una renda mediana de 63.986 $ mentre que les dones 32.619 $. La renda per capita de la població era de 30.252 $. Entorn de l'1,9% de les famílies i el 2,4% de la població estaven per davall del llindar de pobresa.

## Poblacions més properes
El següent diagrama mostra les poblacions més properes.